# Fontaine-Couverte

Fontaine-Couverte este o comună în departamentul Mayenne, Franța. În 2009 avea o populație de 383 de locuitori.